# Cooper DeJean
Cooper DeJean (Sioux Falls, 9 febbraio 2003) è un giocatore di football americano statunitense che milita nel ruolo di cornerback per i Philadelphia Eagles della National Football League (NFL).

## Carriera universitaria
DeJean iniziò la carriera ad Iowa nel 2021, disputando sette partite, principalmente negli special team con 4 tackle. L’anno seguente divenne titolare. Giocò come cornerback, cash (un ibrido tra linebacker e safety) e punt returner. Contro Wisconsin, DeJean mise in mostra la sua versatilità, mettendo a segno un intercetto su Graham Mertz che ritornò per 32 yard in touchdown, 10 tackle, un fumble forzato e ritornando un punt fino alla linea di 1 yard. Dopo tre yard aveva più yard dell’intero attacco degli Hawkeyes. A fine anno fu premiato come miglior giocatore del Music City Bowl dopo 7 tackle, un intercetto ritornato per 14 yard in touchdown e tre punt ritornati per 42 yard. 
Nel 2023 DeJean fu ancora cruciale nei successi di Iowa. Gli Hawkeyes ebbero un attacco altamente inefficiente ma gli special team e la difesa li tennero spesso in partita, conquistando anche delle vittorie. DeJean non fu molto cercato mentre era in marcatura, ma fece registrare tre intercetti e concesse solo 22 ricezioni e nessun touchdown. Fu anche attivo nel gioco sui ritorni, incluso il touchdown da 70 yard della vittoria a tre minuti dal termine contro Michigan State. A metà novembre si infortunò e perse il resto della stagione. Fu premiato unanimemente come All-American, vinse il Tatum-Woodson Big Ten Defensive Back of the Year e il Rodgers-Dwight Big Ten Return Specialist of the Year. Fu inoltre finalista per il Bronko Nagurski Trophy e il Jim Thorpe Award.
Dopo la stagione 2023, DeJean decise di passare tra i professionisti. A fine anno, il coordinatore difensivo di Iowa Phil Parker disse di lui: "Non ho visto giocare Nile Kinnick ma potrebbe essere il Nile Kinnick moderno."

## Carriera professionistica

### Philadelphia Eagles
DeJean fu scelto nel corso del secondo giro (40º assoluto) del Draft NFL 2024 dai Philadelphia Eagles. Debuttò come professionista nel primo turno subentrando nella vittoria contro i Green Bay Packers per 34-29 alla Corinthias Arena di San Paolo, in Brasile. La prima gara come titolare la disputó nel sesto turno contro i Cleveland Browns giocando nel ruolo di nickelback. La sua prima stagione si chiuse con 51 tackle, 0,5 sack, 6 passaggi deviati, un fumble forzato e 3 recuperati, venendo inserito nella formazione ideale dei rookie dalla Pro Football Writers of America.
Il 9 febbraio 2025, giorno del suo 22º compleanno, mise a segno un intercetto nel secondo quarto del Super Bowl LIX ai danni del quarterback Patrick Mahomes, ritornando il pallone per 38 yard in touchdown, con gli Eagles che batterono i Kansas City Chiefs per 40–22. Divenne così il primo giocatore a segnare in finale nel giorno del suo compleanno dai tempi dell'altro Eagle Steve Van Buren nel 1947.

## Palmarès

### Franchigia
- Super Bowl : 1

Philadelphia Eagles: LIX
- National Football Conference Championship: 1

Philadelphia Eagles: 2024

### Individuale
- PFWA All-Rookie Team - 2024